# Hoodie Allen
Steven Adam Markowitz, mera känd under artistnamnet Hoodie Allen, född 19 augusti 1988 i Plainview, New York, är en amerikansk rappare, sångare och låtskrivare. Han jobbade tidigare på Google men han slutade där för att jobba med musik på heltid och 2012 släpptes hans första EP All American. I oktober 2014 släpptes debutalbumet People Keep Talking som redan under första veckan blev väldigt framgångsrikt då det såldes i 30 000 exemplar och hamnade på plats nummer 8 på Billboard 200. I januari 2016 släppte Hoodie Allen sitt andra album, Happy Camper.